# Rudergesellschaft Zeltingen
Die Rudergesellschaft Zeltingen wurde 1927 gegründet. Gründungsvater war unter anderem der Ruderpionier Hein Salzmann, der auch an der Gründung weiterer Rudervereine an der Mosel beteiligt war (unter anderem Ruderverein Zell 1921). Nach dem Zweiten Weltkrieg wurde in den 1950er Jahren das aktuelle Bootshaus unterhalb der Moselbrücke Zeltingen errichtet. Es ist bis zum heutigen Tag (2009) Kern des Vereinslebens und beherbergt den Bootspark des Vereins.
Die Rudergesellschaft Zeltingen ist mit knapp über 100 Mitgliedern ein eher kleiner Verein und durch die regelmäßigen Hochwasser der Mosel im Winter beim Wassertraining benachteiligt. Trotzdem hat der Verein einige erfolgreiche Ruderinnen und Ruderer hervorgebracht: Irmi Griebeler, Elisabeth Reis und aktuell die Brüder Matthias und Jost Schömann-Finck sind die bekanntesten Athleten. Die beiden wurden 2009 gemeinsam Weltmeister. Jost Schömann-Finck qualifizierte sich für die Olympischen Spiele 2008 in Peking.
Neben der Arbeit mit diesen Athleten liegt der Schwerpunkt der Vereinsarbeit auf dem Breiten- und Jugendsport. Gemeinsam mit dem Bernkasteler Ruderverein ist die Rudergesellschaft Zeltingen Ausrichter der internationalen Langstreckenregatta um den „Grünen Moselpokal“. Derzeitiger (2009) Vorsitzender der Rudergesellschaft Zeltingen ist Stefan Schömann-Finck.